# Ali ibn Ja'far ibn Fallah
Quṭb al-Dawla Abū al-Ḥasan ʿAlī ibn Jaʾfar ibn Fallāh  était un commandant et gouverneur fatimide de Damas et Ramla d'origine berbère Kutamas au service du calife al-Hakim (r. 996-1021).Il est le fils de Ja'far ibn Fallah et le père de Safiyy al-Dawla.

## Origines
Quṭb al-Dawla Abū al-Ḥasan ʿAlī ibn Jaʾfar ibn Fallāh (arabe : قطب الدولة علي بن جعفر بن فلاح) était le fils de Ja’far ibn Falah, un éminent général berbère kutamas, comme son père avant lui qui avait pris Damas Ali capture Salamiyah.Il succéda à son frère Sulayman, un général qui avait servi gouverneur de Damas à la fin du Xe siècle, en tant que chef de la famille. Après la mort du successeur de Sulayman en tant que gouverneur de Damas, le commandant berbère Jaysh ibn al-Samsama, en 1000, Ali est devenu le gouverneur de Damas et de Ramla. Ali retourna en Égypte vers 1005 ou avant. Là, il affronte une armée nomade arabo-berbère dirigée par le chef omeyyade Abu Rakwa. Ce dernier vainquit Ali à Gizeh et la nouvelle de sa défaite face aux nomades d’Abu Rakwa provoqua la panique au Caire. Abu Rakwa a sauté le Caire pour attaquer l’oasis de Fayoum au sud, où il a finalement été vaincu par Ali.

## Chef de guerre
En juillet 1013, le calife fatimide al-Hakim conféra le titre de Qutb al-Dawla (Axe de l’État) à Ali et le nomma à la tête d’une armée kutamas de 24 000 hommes pour contenir les Jarrahides, une tribu bédouine qui contrôlait la Palestine,,. Ali entra dans la capitale de la Palestine, Ramla, et les fils du chef Jarrahide Mufarrij ibn Daghfal, Ali et Mahmud, annoncèrent leur loyauté à al-Hakim. Mufarrij, quant à lui, a été empoisonné et tué par son secrétaire sur ordre d’al-Hakim, qui a ensuite exécuté le secrétaire.

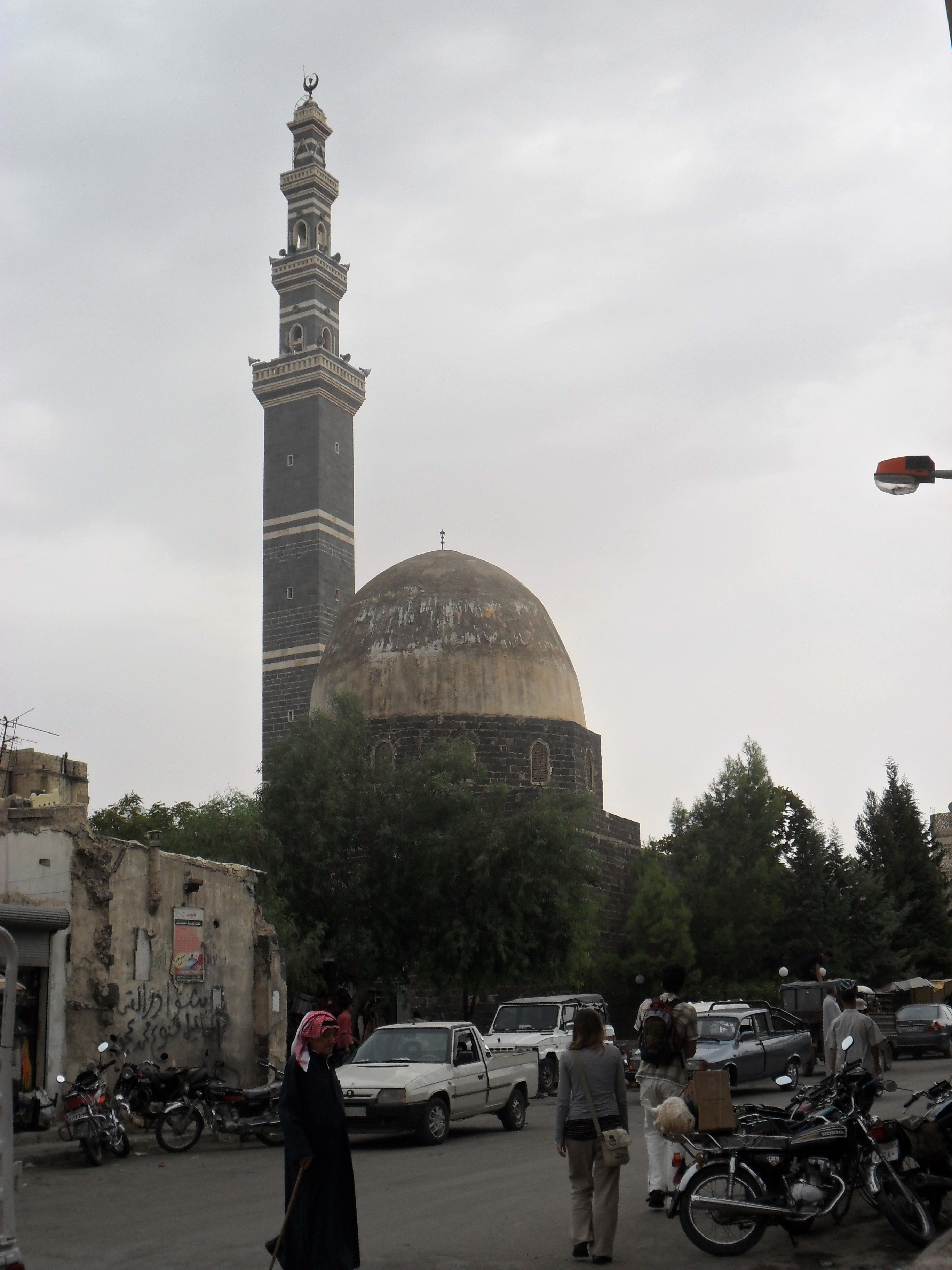
La mosquée de Salamiyah

Selon l’historien Hugh N. Kennedy, Ali était le « commandant le plus digne de confiance d’al-Hakim ... le grand survivant politique du règne » : une période au cours de laquelle plusieurs commandants et fonctionnaires de haut rang ont été exécutés par al-Hakim. Ali est mort peu de temps avant al-Hakim, vers 1021, dans un accident d’équitation.Le fils d’Ali, Safiyy al-Dawla Muhammad, a été gouverneur fatimide d’Alep en 1022-1023.

## Salamiyah
Ali est très probablement la personne créditée dans une inscription trouvée au-dessus de la mosquée de Salamiyah dans le centre de la Syrie pour avoir érigé un mausolée pour l’un des imams « cachés » des Fatimides, Abd Allah al-Radi. Ali avait capturé Salamiyah pour les Fatimides et a probablement construit le mausolée en 1009. Il a ensuite été réparé par le chef local Khalaf ibn Mula’ib en 1088,.